# Yudai Nakata
Yudai Nakata (japanisch 中田 湧大 Nakata, Yudai; * 21. Januar 2003 in der Präfektur Osaka) ist ein ehemaliger japanischer Fußballspieler.

## Karriere
Yudai Nakata steht seit Februar 2021 bei Thespakusatsu Gunma unter Vertrag. Der Verein aus Kusatsu, einer Stadt in der Präfektur Gunma, spielte in der zweiten japanischen Liga. In seiner ersten Profisaison kam er nicht zum Einsatz. Zu Beginn der Saison 2022 wechselte er im Februar 2022 auf Leihbasis zum Viertligisten FC Tiamo Hirakata. Für den Verein bestritt er sechs Viertligaspiele. Nach der Saison kehrte er zu Thespakusatsu zurück. Sein Zweitligadebüt gab Yudai Nakata am 18. Februar 2023 (1. Spieltag) im Heimspiel gegen Blaublitz Akita. Bei dem 0:0-Unentschieden stand er in der Startformation und spielte die kompletten 90 Minuten. Die Saison 2024 wurde er ein zweites Mal an den Viertligisten FC Tiamo Hirakata verliehen. Hier bestritt er ein Ligaspiel. Nach der Ausleihe kehrte er zu Gunma zurück. Hier beendete er am 1. Februar 2025 seine Karriere als Fußballspieler.